# Mimosa bahamensis
Mimosa bahamensis är en ärtväxtart som beskrevs av George Bentham. Mimosa bahamensis ingår i släktet mimosor, och familjen ärtväxter. Inga underarter finns listade i Catalogue of Life.